# ボーダフォン・チェコ
Vodafone Czech Republicとは、チェコ共和国での携帯電話キャリア。ボーダフォングループの一部。
1999年にOskarという社名で設立された。EurotelとPaegas (現在はT-Mobile)に続きチェコ共和国での3番目のGSMキャリア。T-Mobileに続き2番目に国際ブランドを採用。2005年のボーダフォンによる買収後はOskar Vodafoneとなった。Oskarブランドは2006年2月1日に消滅。
会社規模はチェコの3つのキャリアのうち最も小さく、市場シェアは17から19%の間である。